# Nyon
Ne doit pas être confondu avec Nyons.
Nyon (/njɔ̃/) est une ville et une commune suisse du canton de Vaud, située dans le district de Nyon, dont elle est le chef-lieu.

## Géographie

### Localisation

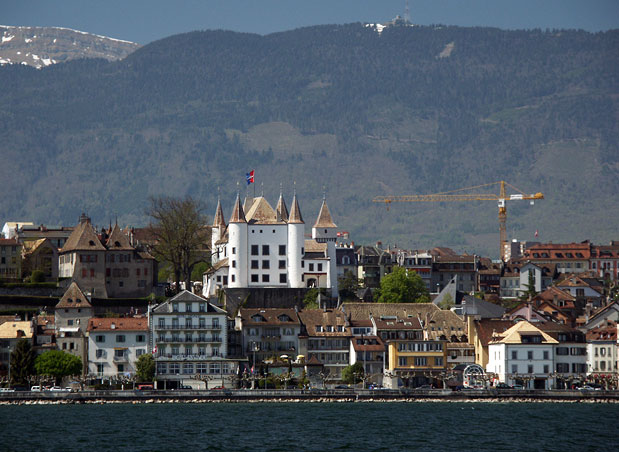
Nyon avec son château et le Jura vus depuis le Léman.

Vue aérienne (1949).

Nyon se trouve sur les rives du Léman, à 39 km à l'ouest-sud-ouest de Lausanne et à 22 km au nord-nord-est de Genève, entre les villes de Versoix et de Gland. La ville s'élève en gradins sur une petite colline.
Le territoire de Nyon s'étend sur 6,79 km2. Lors du relevé de 2013-2018, les surfaces d'habitations et d'infrastructures représentaient 56,0 % de sa superficie, les surfaces agricoles 37,2 %, les surfaces boisées 7,6 % et les surfaces improductives 0,1 %.

### Climat
Selon la classification de Köppen, Nyon bénéficie d'un climat océanique (Cfb).
| Mois                                              | jan. | fév. | mars | avril | mai  | juin | jui. | août | sep. | oct. | nov. | déc. | année |
| ------------------------------------------------- | ---- | ---- | ---- | ----- | ---- | ---- | ---- | ---- | ---- | ---- | ---- | ---- | ----- |
| Température minimale moyenne (°C)                 | −0,7 | −0,5 | 2,3  | 5,1   | 9    | 12,6 | 14,6 | 14,4 | 11,1 | 7,5  | 3    | 0,1  | 6,5   |
| Température moyenne (°C)                          | 1,9  | 2,7  | 6,6  | 10,2  | 14,2 | 18   | 20,1 | 19,6 | 15,5 | 11   | 5,9  | 2,7  | 10,7  |
| Température maximale moyenne (°C)                 | 4,5  | 6,1  | 10,9 | 15    | 19,2 | 23,2 | 25,6 | 25,1 | 20,2 | 14,7 | 8,7  | 5,1  | 14,9  |
| Nombre de jours avec gel                          | 18,1 | 15   | 7,3  | 1,4   | 0    | 0    | 0    | 0    | 0    | 0,5  | 5,5  | 14,8 | 62,6  |
| Nombre de jours avec température maximale ≤ 0 °C  | 4,3  | 2,3  | 0,1  | 0     | 0    | 0    | 0    | 0    | 0    | 0    | 0,4  | 2,5  | 9,6   |
| Nombre de jours avec température maximale ≥ 25 °C | 0    | 0    | 0    | 0,2   | 2,9  | 11,4 | 17,9 | 16,2 | 3,8  | 0    | 0    | 0    | 52,4  |
| Nombre de jours avec température maximale ≥ 30 °C | 0    | 0    | 0    | 0     | 0,1  | 1,8  | 4,3  | 3,7  | 0    | 0    | 0    | 0    | 9,9   |
| Ensoleillement (h)                                | 72   | 108  | 171  | 193   | 214  | 243  | 266  | 244  | 193  | 127  | 74   | 56   | 1 961 |
| Précipitations (mm)                               | 82   | 63   | 64   | 67    | 86   | 84   | 84   | 84   | 86   | 98   | 96   | 100  | 994   |
| Nombre de jours avec précipitations               | 10,1 | 8,1  | 8,3  | 8,5   | 10,9 | 9,5  | 9    | 8,7  | 7,8  | 10   | 10,1 | 10,4 | 111,4 |
| Humidité relative (%)                             | 81   | 75   | 68   | 66    | 69   | 67   | 65   | 68   | 73   | 80   | 82   | 82   | 73    |

| Diagramme climatique                                  |           |           |         |         |            |            |            |            |           |        |           |
| J                                                     | F         | M         | A       | M       | J          | J          | A          | S          | O         | N      | D         |
| 4,5−0,782                                             | 6,1−0,563 | 10,92,364 | 155,167 | 19,2986 | 23,212,684 | 25,614,684 | 25,114,484 | 20,211,186 | 14,77,598 | 8,7396 | 5,10,1100 |
| Moyennes : • Temp. maxi et mini °C • Précipitation mm |           |           |         |         |            |            |            |            |           |        |           |

### Transports

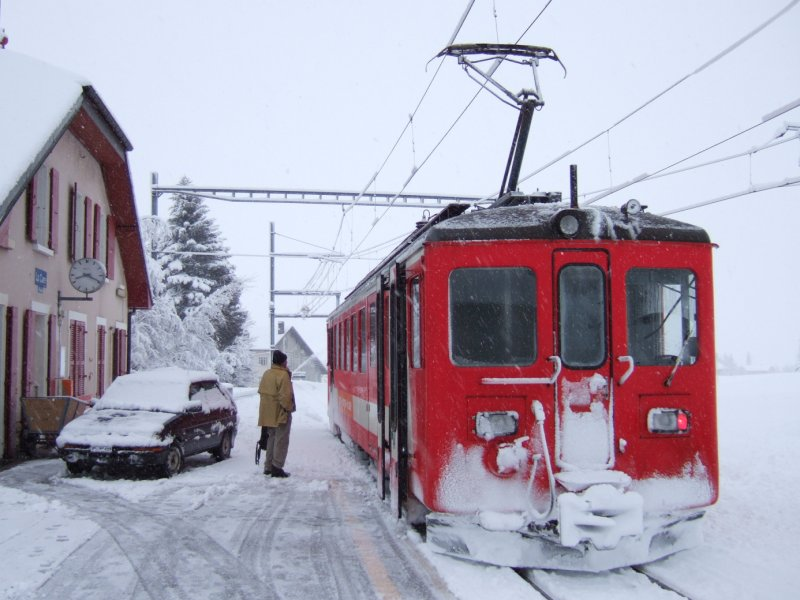
Train NStCM
en gare de La Cure.

Nyon est à 2 km de l'autoroute A1, sortie 11 (Nyon).
Nyon est desservie par les Chemins de fer fédéraux suisses (CFF) sur la ligne Lausanne – Genève. La gare de Nyon est le lieu de départ de la route cycliste nationale Route du Jura conduisant à Bâle.
Nyon est aussi au départ de la ligne Nyon – Saint-Cergue – La Cure exploitée par le Chemin de fer Nyon-Saint-Cergue-Morez et anciennement prolongée jusqu'à Morez.
Nyon a un débarcadère sur le Léman pour les bateaux de la Compagnie générale de navigation (CGN), et plusieurs liaisons quotidiennes avec Chens-sur-Léman (port de Tougues). Depuis 2016, les liaisons quotidiennes s'effectuent avec Yvoire au détriment de la liaison avec Chens-sur-Léman abandonnée depuis.
Nyon dispose d'un réseau de bus urbain, les Transports publics de la région nyonnaise (TPN), s'étendant jusqu'en France voisine (Divonne-les-Bains).

## Toponymie
Le nom de la commune, qui se prononce /njɔ̃/, remonte au celtique Noviodunon, formé de novio- (nouveau) et dūnon (forteresse). Sa première occurrence écrite date de 400, sous la forme latinisée de Noiodunus.
Elle est surnommée La Coquette.
Son ancien nom allemand est Neuss, qui dérive probablement de la forme francoprovençale Neuns, attestée en 1154.

## Histoire
Elle a été fondée par les Romains, sous le règne de Jules César, entre 46 av. J.-C. et 44 av. J.-C.. Au début, elle se nommait Colonia Iulia Equestris mais était aussi appelé Noviodunum (nouvelle forteresse, en langue gauloise). Les archéologues pensaient qu'il devait y avoir un site helvète avant l'implantation romaine, mais l'absence de traces laisse à croire que c'était en opposition avec l'oppidum de Genève en tant que vieille forteresse. Cette colonie était, en ses débuts, destinée aux vétérans cavaliers de Rome, recevant un bout de terrain pour leurs services rendus. Elle a ensuite grandi jusqu’à devenir une des plus importantes colonies romaines de Suisse, avec un forum, une basilique et un amphithéâtre, qui a été découvert en 1996 et qui, malgré le vœu de la population[réf. nécessaire], n'a toujours pas été restauré et mis en valeur près de 25 ans après.
Nyon compte une manufacture de porcelaine de 1781,, à 1813.

## Politique

### Municipalité
La Municipalité est l'organe exécutif de la Commune, elle est composée de sept membres.
| Candidats                   | Candidats                   | Partis                                       | Premier tour      | Premier tour      | Second tour | Second tour | Second tour |
| Candidats                   | Candidats                   | Partis                                       | Voix              | %                 | Voix        | Voix        | %           |
| --------------------------- | --------------------------- | -------------------------------------------- | ----------------- | ----------------- | ----------- | ----------- | ----------- |
|                             | Pierre Wahlen               | Les Verts                                    | 3 108             | 56,91             | Élu         | Élu         | Élu         |
|                             | Stéphanie Schmutz           | PS                                           | 3 107             | 56,89             | Élue        | Élue        | Élue        |
|                             | Elise Buckle                | Les Verts                                    | 3 024             | 55,37             | Élue        | Élue        | Élue        |
|                             | Daniel Rossellat            | Hors Parti - Liste Développement raisonnable | 3 014             | 55,19             | Élu         | Élu         | Élu         |
|                             | Alexandre Démétriadès       | PS                                           | 2 977             | 54,51             | Élu         | Élu         | Élu         |
|                             | Claude Uldry                | PIN                                          | 1 962             | 35,93             | 1 542       | 1 542       | 38,57       |
|                             | Roxane Faraut Linares       | PLR                                          | 1 863             | 34,11             | 1 566       | 1 566       | 39,17       |
|                             | Maurice Gay                 | PLR                                          | 1 798             | 32,92             | 1 093       | 1 093       | 27,34       |
|                             | Vincent Hacker              | PVL                                          | 1 794             | 32,85             | 1 069       | 1 069       | 26,74       |
|                             | Sacha Soldini               | UDC                                          | 1 644             | 30,10             | 597         | 597         | 14,93       |
|                             | Raphael Weisskopf           | Hors Parti                                   | 517               | 9,47              | 329         | 329         | 8,23        |
|                             | Marine Scheidegger          | Hors Parti - Liste Forum Nyonnais            | Dans voix éparses | Dans voix éparses | 315         | 315         | 7,88        |
|                             | Tefik Rashiti               | LC                                           | 272               | 4,98              | 144         | 144         | 3,60        |
|                             | Carlos Polo                 | PP                                           | 240               | 4,39              | 209         | 209         | 5,23        |
|                             | Sarah Barathieu             | PP                                           | 222               | 4,07              | Retrait     | Retrait     | Retrait     |
|                             | Yannick Belotti             | PP                                           | 181               | 3,31              | Retrait     | Retrait     | Retrait     |
|                             | Nils Schaetti               | PP                                           | 179               | 3,28              | Retrait     | Retrait     | Retrait     |
|                             | Stéphane Barathieu          | PP                                           | 165               | 3,02              | Retrait     | Retrait     | Retrait     |
|                             | Voix éparses                | Voix éparses                                 | 290               | 5,31              | 47          | 47          | 1,18        |
|                             |                             |                                              |                   |                   |             |             |             |
| Votes valides (dont blancs) | Votes valides (dont blancs) | Votes valides (dont blancs)                  | 5 461             | 97,80             | 3 998       | 3 998       | 95,97       |
| Votes blancs                | Votes blancs                | Votes blancs                                 | 111               | 1,99              | 111         | 111         | 2,66        |
| Votes nuls                  | Votes nuls                  | Votes nuls                                   | 123               | 2,20              | 168         | 168         | 4,03        |
| Total                       | Total                       | Total                                        | 5 584             | 100               | 4 166       | 4 166       | 100         |

### Conseil communal
Le Conseil communal est l'organe délibérant de la Ville de Nyon. Il est composé de 100 membres, élus au système proportionnel pour 5 ans.
Résultats des dernières élections au Conseil communal
|                          |                                    |           |       |        |  |  |  |  |  |  |  |  |  |  |  |  |  |  |  |
| Partis                   | Partis                             | Suffrages | %     | Sièges |  |  |  |  |  |  |  |  |  |  |  |  |  |  |  |
|                          | Les Verts                          | 132 787   | 26,38 | 27     |  |  |  |  |  |  |  |  |  |  |  |  |  |  |  |
|                          | Parti libéral-radical (PLR)        | 111 371   | 22,12 | 23     |  |  |  |  |  |  |  |  |  |  |  |  |  |  |  |
|                          | Parti socialiste (PS)              | 110 072   | 21,86 | 23     |  |  |  |  |  |  |  |  |  |  |  |  |  |  |  |
|                          | Parti Indépendant Nyonnais (PIN)   | 60 448    | 12,01 | 13     |  |  |  |  |  |  |  |  |  |  |  |  |  |  |  |
|                          | Union démocratique du centre (UDC) | 44 987    | 8,94  | 9      |  |  |  |  |  |  |  |  |  |  |  |  |  |  |  |
|                          | Vert'libéraux                      | 26 229    | 5,21  | 5      |  |  |  |  |  |  |  |  |  |  |  |  |  |  |  |
|                          | Parti Pirate                       | 10 574    | 2,10  | 0      |  |  |  |  |  |  |  |  |  |  |  |  |  |  |  |
|                          | Le Centre                          | 6 971     | 1,38  | 0      |  |  |  |  |  |  |  |  |  |  |  |  |  |  |  |
| Suffrages valides        | Suffrages valides                  | 503 439   | 94,70 | 100    |  |  |  |  |  |  |  |  |  |  |  |  |  |  |  |
| Suffrages blancs et nuls | Suffrages blancs et nuls           | 28 161    | 5,30  |        |  |  |  |  |  |  |  |  |  |  |  |  |  |  |  |
| Total                    | Total                              | 531 600   | 100   |        |  |  |  |  |  |  |  |  |  |  |  |  |  |  |  |

### Liste des syndics de Nyon
- 1894-1931 : Louis Bonnard, Parti libéral suisse.
- 1931-1937 : Alfred Schranz, Parti libéral suisse.
- 1938-1945 : Ernest Pelichet, Parti radical-démocratique.
- 1946-1953 : Henri Bally, Parti ouvrier et populaire (POP).
- 1954-1969 : Alfred Michaud, Parti radical-démocratique.
- 1970-1971 : Roger Blanc, Parti radical-démocratique.
- 1971-1973 : Maurice Ruey, Parti libéral suisse.
- 1974-1985 : Michel Hans, Parti indépendant nyonnais.
- 1986-2001 : Jacques Locatelli, Parti libéral suisse.
- 2002-2008 : Alain-Valéry Poitry, Parti socialiste suisse.
- 2009-actuellement : Daniel Rossellat, indépendant.

### Jumelage
Nyons (France).

## Population et société

### Gentilé et surnom
Les habitants de la commune se nomment les Nyonnais.
Ils sont surnommés lè Medze-Fedzo (les mangeurs de foie en patois vaudois ; une histoire raconte que les membres de l'exécutif auraient décidé de ne plus manger que du foie au lieu des copieux repas qui leur étaient servis),.

### Démographie

#### Évolution de la population
La commune compte 23 016 habitants au 31 décembre 2023 pour une densité de population de 3 390 hab/km2. Sur la période 2010-2023, sa population a augmenté de 22,9 % (canton : 18,6 % ; Suisse : 9,4 %).  

#### Pyramide des âges
En 2023, le taux de personnes de moins de 30 ans s'élève à 33,1 %, au-dessous de la valeur cantonale (34,6 %). Le taux de personnes de plus de 60 ans est quant à lui de 21 %, alors qu'il est de 22,5 % au niveau cantonal.
La même année, la commune compte 11 224 hommes pour 11 792 femmes, soit un taux de 48,8 % d'hommes, inférieur à celui du canton (49,1 %).
| Hommes | Classe d’âge | Femmes |
| ------ | ------------ | ------ |
| 0,4    | 90 ans ou +  | 1,0    |
| 6,2    | 75 à 89 ans  | 9,1    |
| 11,9   | 60 à 74 ans  | 13,4   |
| 20,5   | 45 à 59 ans  | 20,8   |
| 25,8   | 30 à 44 ans  | 24,9   |
| 17,8   | 15 à 29 ans  | 15,5   |
| 17,4   | - de 14 ans  | 15,4   |

| Hommes | Classe d’âge | Femmes |
| ------ | ------------ | ------ |
| 0,6    | 90 ans ou +  | 1,4    |
| 6,5    | 75 à 89 ans  | 8,7    |
| 13,5   | 60 à 74 ans  | 14,3   |
| 20,9   | 45 à 59 ans  | 20,9   |
| 22,3   | 30 à 44 ans  | 21,7   |
| 19,6   | 15 à 29 ans  | 17,7   |
| 16,6   | - de 14 ans  | 15,3   |

### Éducation
Outre le gymnase de Nyon, la commune compte sur son sol l'école d'ingénieurs de Changins, spécialisée en viticulture, œnologie et arboriculture, l'une des Haute École spécialisée de Suisse occidentale (HES-SO).

### Sport
Nyon construit dans les années 2020 un centre sportif multisport.

#### Basket-ball
Deux clubs de basket nyonnais évoluent en première division suisse : le BBC Nyon, fondé en 1991 à la suite de la faillite de Nyon Basket (créé en 1937), chez les hommes et le Nyon Basket Féminin, fondé en 1950 chez les femmes .
Le Nyon Basket Féminin remporte en 2025 la European Women's Basketball League, le troisième niveau continental.

#### Football
Le club phare et historique de la ville et de la région est le FC Stade Nyonnais. La première équipe évolue en Challenge League (2e division suisse) dès la saison 2023-2024, après avoir passé 11 ans en Promotion League (3e division suisse).

### Médias
- La Côte, quotidien régional
- 24 heures, quotidien vaudois
- NyonRégion Télévision (NRTV), chaîne de télévision locale

## Économie
L'Union des associations européennes de football (UEFA) et l'Association européenne des clubs (ECA) ont leur siège à Nyon, de même que la fédération syndicale mondiale UNI global union. La région compte également parmi les grands employeurs :
- siège de l'Hôpital de Nyon ;
- siège de Generali Suisse ;
- siège de Tupperware Suisse ;
- siège de Beckman Coulter Suisse ;
- siège de Hublot ;
- siège de Agroscope de Changins;
- siège de PUIG Switzerland et division Travel ;
- siège de General Mills.

## Patrimoine et culture

### Patrimoine bâti

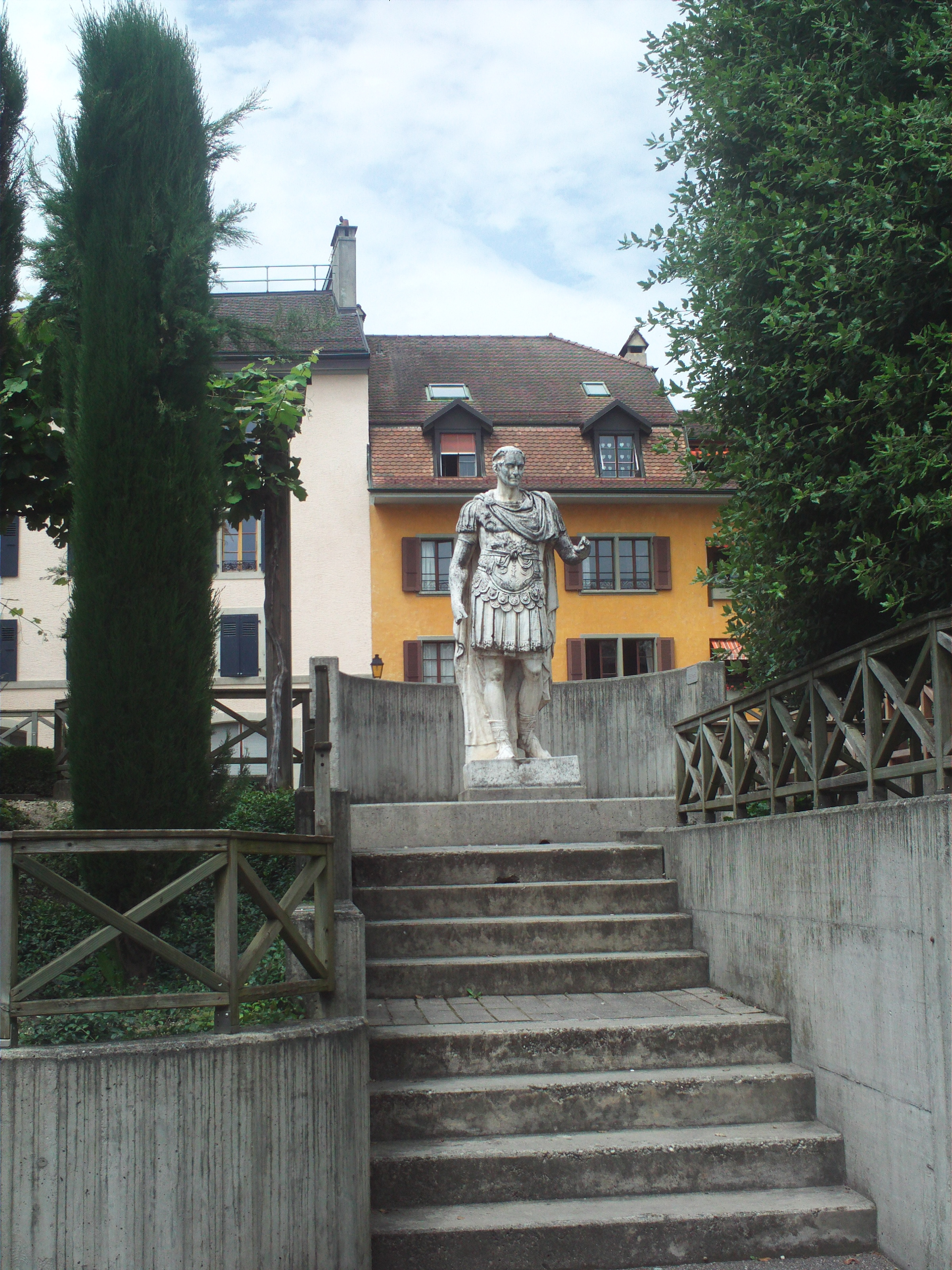
Statue de Jules César, proche du musée Romain de Nyon.

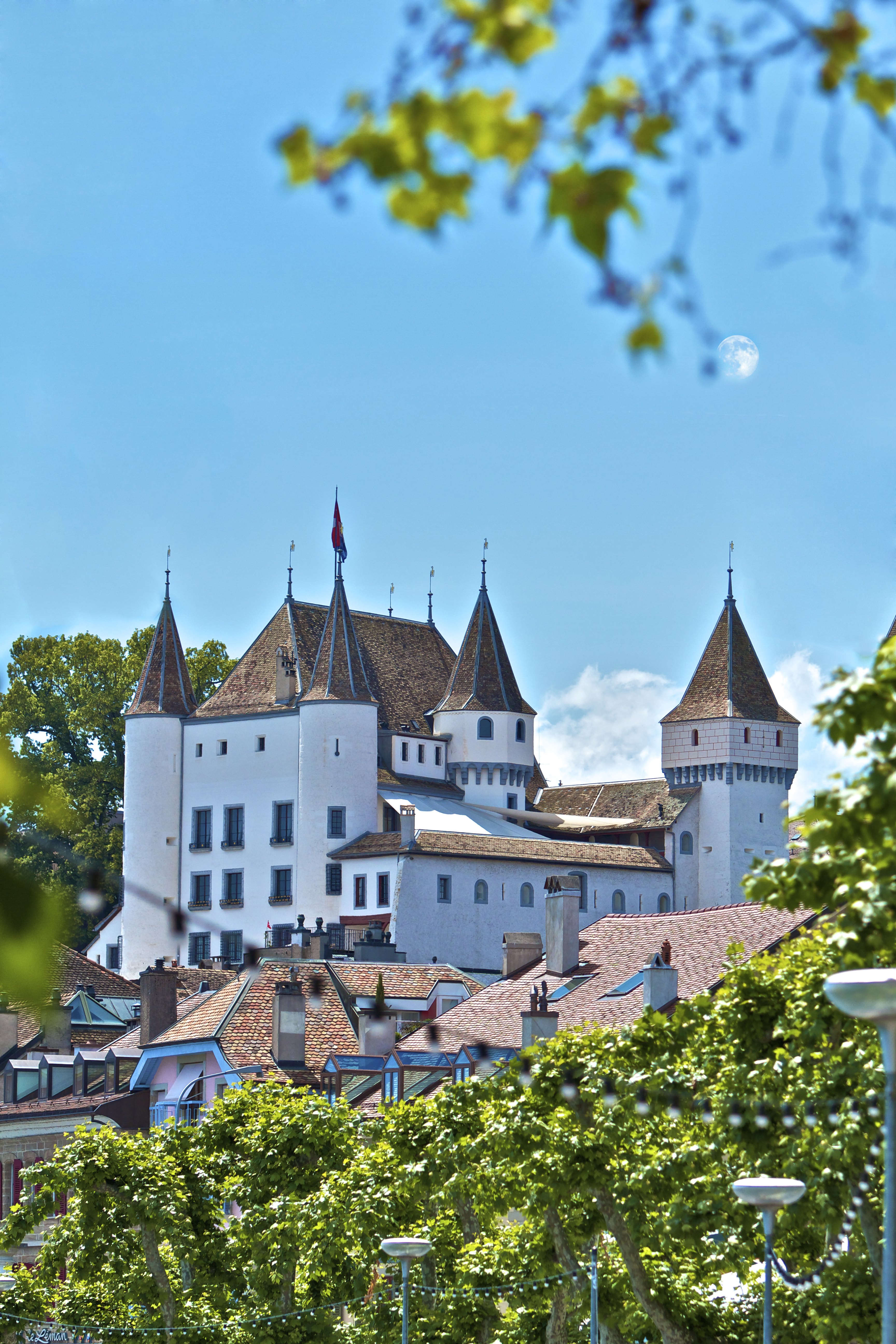
Le château de Nyon.

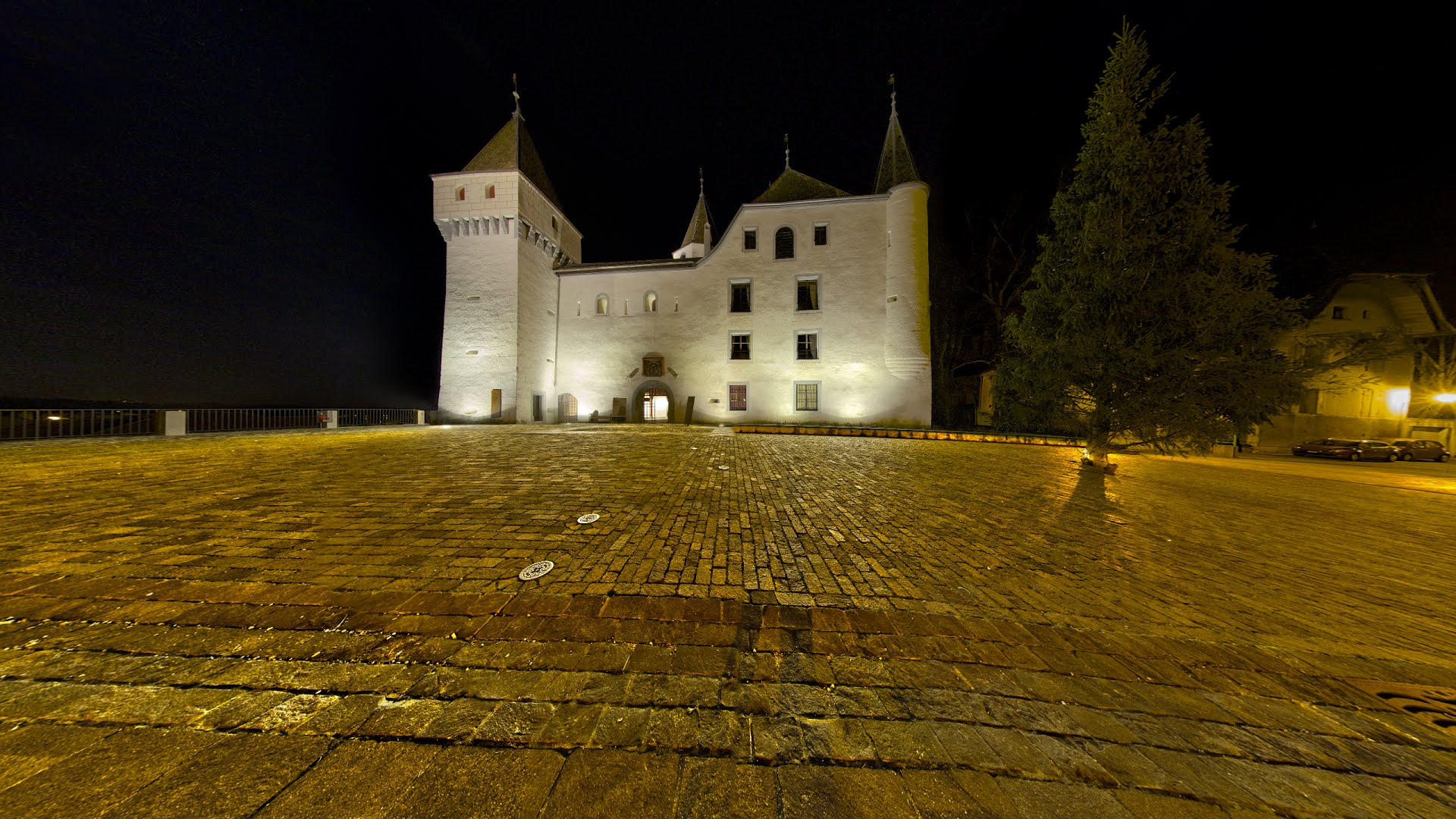
La place du château de Nyon.

La ville de Nyon compte plusieurs biens culturels inscrits d'importance nationale. Outre la Colonia Iulia Equestris, le musée romain, l'église réformée Notre-Dame, le manoir situé au 2-4 de la rue Maupertuis, le château qui abrite le musée historique et des porcelaines.
Symbole même de la Nyon romaine, une anastylose de trois colonnes s'élève sur l'Esplanade des Marronniers. En fait, ces trois colonnes proviennent du forum romain et ont été trouvées à la rue Delafréchère. Elles ont été installées et mises en scène dans leur emplacement actuel en 1958 par l'architecte nyonnais Paul Blondel (1925-2013).
La ville compte également plusieurs autres musées, parmi lesquels le musée du Léman.
En périphérie de la ville, Bois-Bougy est une pittoresque demeure historique, accompagnée d'un grand domaine agricole.

### Évènements et lieux culturels
Parmi les différentes manifestations culturelles, le Paléo Festival, plus grand festival de musique en plein air de Suisse et organisé chaque été en juillet ; Visions du réel, festival international du film documentaire, a lui lieu tous les printemps alors que le Festival des arts vivants se déroule chaque année au mois d'août. Le théâtre de Nyon-Marens organise des « saisons d'humour » en collaboration avec l'Association des trois arbres.
La galerie et librairie photographique FOCALE est l’un des plus anciens lieux de Suisse entièrement consacré à la photographie. Une dizaine d’expositions y sont organisées chaque année. L'institution a accueilli en ses murs des photographes venus du monde entier dont des artistes de renom tels que Robert Frank, Leonard Freed, Mario Giacomelli, Gilbert Garcin ou encore Gilles Caron. L'une de ses principales vocations est d'exposer et d’encourager les jeunes talents.
L'Association l'Usine à Gaz propose une saison culturelle dans les domaines de la musique, de la danse, du cirque et du théâtre. Elle est basée dans les locaux de l'ancienne usine à gaz, propriété de la Commune, dans le quartier de Rive. Elle comptera d'une deuxième salle de spectacle au début de l'année 2021.
Plusieurs autres manifestations sont organisées, parmi lesquelles la Fête interculturelle de la Côte, le Triathlon de Nyon, la course NovioduRun ou encore Rive Jazzy durant l'été.
Les archives conservées au siège de l'UEFA (route de Genève 46) sont protégées.
La ville apparaît dans L’Affaire Tournesol, épisode de la série de bande dessinée Les Aventures de Tintin écrit par Hergé et publié en 1956. Les héros s'y rendent pour y rencontrer le professeur Topolino, vivant au 57 bis route de Saint-Cergue. Si cette maison existe réellement, elle porte maintenant le numéro 113.

### Personnalités liées à la commune

#### Personnalités historiques
- Jacques Brel (1929-1978), auteur-compositeur-interprète, venait souvent y manger, dans un appartement situé rue de l'Etraz, chez son ami Jean Liardon.
- Alfred Cortot (26 septembre 1877 à Nyon–20 juin 1962 à Lausanne, Suisse), pianiste français. Chef d'orchestre et professeur. Cofondateur de l'École normale de musique de Paris.
- Armand Forel, médecin généraliste, homme politique communiste, municipal de 1958 à 1962 et de 1981 à 1989.
- Xavier de Gaulle (1887-1955), ingénieur civil des Mines, percepteur, résistant, il se réfugie ici en 1941, et deviendra consul général de France à Genève de 1944 à 1953.
- Louis Mercanton, né le 4 mai 1879 à Nyon, mort à Paris le 29 avril 1932, réalisateur, scénariste, acteur et producteur français.
- Pablo Neruda (1904-1973), poète chilien, prix Nobel de littérature. Se réfugie à Nyon en 1951 pour y vivre secrètement sa passion avec sa maîtresse Matilde Urrutia.
- Louis Niedermeyer (27 avril 1802 à Nyon - 14 mars 1861 à Paris, France), compositeur français.
- Édouard Rod (31 mars 1857 à Nyon - 29 janvier 1910 à Grasse, France), critique littéraire, journaliste, bellettrien et écrivain suisse.
- Isaac Rousseau, père de Jean-Jacques, fuira Genève en 1722 après une rixe pour s'installer définitivement à Nyon.
- Hergé (1907-1983), dans son album des aventures de Tintin L'Affaire Tournesol, situe à Nyon la villa du professeur Topolino, chez lequel le professeur Tournesol est enlevé par des agents bordures en venant lui rendre visite.

#### Personnalités contemporaines
- Le duo Aliose est originaire de Nyon.
- Marius Diserens (1996), personnalité politique nyonnaise.
- Dehab Faytinga (1964), chanteuse érythréenne, installée à Nyon.
- Jean-Luc Godard (1930-2022), cinéaste franco-suisse. A vécu et fait une partie de sa scolarité à Nyon.
- Michel Jordi, créateur d'une société basée à Nyon.
- George de Mestral, né à Nyon en 1907, inventeur du système Velcro.
- Daniel Rossellat, fondateur et président du Paléo Festival Nyon.
- Ellen Sprunger, née à Nyon en 1986, athlète (heptathlon) de niveau international.
- Lea Sprunger, née à Nyon en 1990, athlète (sprint, haies) de niveau international.

### Héraldique
| Blason | Blasonnement : Parti de gueules et d'azur au poisson d'argent brochant en fasce. |